# Равништа
Равништа (болг. Равнища) — село в Болгарии. Находится в Смолянской области, входит в общину Мадан. Население составляет 236 человек.

## Политическая ситуация
В местном кметстве Равништа, в состав которого входит Равништа, должность кмета (старосты) исполняет Славчо Асенов Уйчев (независимый) по результатам выборов правления кметства.
Кмет (мэр) общины Мадан — Атанас Александров Иванов (Болгарская социалистическая партия (БСП)) по результатам выборов в правление общины.